# Skýcov
Skýcov (in ungherese Kicő) è un comune della Slovacchia facente parte del distretto di Zlaté Moravce, nella regione di Nitra.